# Obznana
Riječ obznana izvedena je iz glagola obznaniti, tj. "objaviti, staviti na znanje, proklamirati". U retoričkom (svečanom, prenaglašenom) stilu izražavanja znači proglas, s pojačanim značenjim naredbe, direktive, dekreta: "obavezni ste primiti ovo na znanje i po tome postupati, nemate pravo priziva, tko se ne pokori, bit će kažnjen". Ranije se ponekad, rijetko, upotrebljavala u nenaglašenom smislu za oglas. 
Kada se piše Obznana, s velikim slovom, misli se na tako naslovljen dekret vlade Kraljevine Srba, Hrvata i Slovenaca od 29. prosinca 1920. godine, kojim su sužena razna demokratska prava građana »u nužnoj obrani države«. Produljenje tog propisa bio je Zakon o zaštiti države 2. kolovoza 1921. godine kojim su odredbe Obznane pooštrene.

## Obznana protiv komunista
Obznana je bila uperena prvenstveno protiv Komunističke partije Jugoslavije (Do lipnja 1920. godine nosila je ime Socijalistička radnička partija Jugoslavije (komunista)) koja je u to doba, na valu revolucionarnog raspoloženja potaknutog patnjama tijekom rata (kada je nastao zeleni kadar), poslijeratnim izrabljivanjem, terorom i korupcijom u novostvorenoj državi, te nadama koje je pobudila Oktobarska revolucija, postigla velike uspjehe na općinskim izborima u proljeće 1920. godine i na izborima za Ustavotvornu skupštinu rujna te godine, kada s 200.000 glasova i 58 osvojenih mandata postaje treća stranka po snazi. 
Groznica revolucionarnog raspoloženja, začeta za vrijeme rata (zeleni kadar) bila je još uvijek snažna među seljacima, radnicima, često i među vojnicima. Pobune u kojima su proglašene "sovjetske republike" izbile su 1918. – 1919. u Labinu (Labinska republika), Ptuju i u jugoistočnom Banatu (Kusićka sovjetska republika). Ove su pobune skršene, ali nemiri se nastavljalju. Ujesen 1920. godine izbio je u središnjoj Hrvatskoj (osobito u Moslavini, Posavini i Zagorju) seljački ustanak "protiv kralja" i "protiv gospode", potaknut žigosanjem stoke i rekviriranjem konja za vojnu vježbu. Vojska je skršila pobunu, a još 1921. godine bilo je skupina naoružanih seljaka u šumama. Iako su na čelu tog ustanka stajali pretežno lokalni vođe Radićeve Hrvatske republikanske seljačke stranke, takve kaotične, spontane seljačke pobune nisu bile za vlast opasne.
Donošenju Obznane prethodili su i veliki štrajkovi u Sloveniji i Bosni, naročito u rudnicima, koji su natjerali Vladu na uvođenje vojne uprave u rudnicima. Vlast je u KPJ, koja je na svojem Drugom kongresu, lipnja 1920. godine u Vukovaru, proklamiralo orijentaciju na stvaranje "narodne i crvene vojske" s ciljem rušenja kapitalizma, uspostave diktature proletarijata i vlasti sovjeta, vidjela opasnog neprijatelja. Komunisti su prijetili ujediniti nezadovoljne seljake i radnike dajući im zanosnu ideologiju, čvrstu organizaciju i oslonac na prvi pobjedonosnu "proletersku revoluciju". Tijekom 1920. godine u novoformiranom Sovjetskom savezu boljševici su postigli pobjedu protiv "bijelih" kontrarevolucionara i strane intervencije i time osigurali svoju vlast, što je izazvalo val oduševljenja kao i straha u čitavoj Europi.

U Obznani vlada Kraljevine SHS objavljuje svoju odluku: 
Komunistička partija Jugoslavije stavljena je van zakona, njihovim je parlamentarnim zastupnicima onemogućen rad (kasnije su njihovi mandati poništeni), svaka komunistička propaganda biva zabranjena. Zaplijenjena je sva imovina stranke i zatvoreni svi stranački i sindikalni domovi. Svako zalaganje za radnička prava kroz sindikate, štrajkove isl. moglo je biti proglašeno za "komunističku propagandu", a mjere policijskog terora široko su primjenjivane protiv protivnika režima, u interesu samog kralja i istaknutih pojedinaca. Svatko tko bi protiv državnog nasilja prosvjedovao mogao je i sam biti uhićen kao onaj koji ugrožava »mir i spokojstvo Države«. Ukupno je bilo uhićeno oko 10.000 ljudi.

## Zakon o zaštiti države
Ustavotvorna skupština, u kojoj prevladavaju zastupnici "buržujskih" stranaka koji se i sami plaše revolucionarnog raspoloženja masa, odobrila je ovu vladinu odluku. Manje skupine komunista okrenule su se individualnom teroru, pa je 21. srpnja 1921. godine u Delnicama u atentatu ubijen ministar unutarnjih poslova Milorad Drašković, tvorac Obznane. To je dovelo do proglašenja Zakona o zaštiti javne bezbednosti i poretka u državi (redovito nazivan kraće: Zakon o zaštiti države)  2. kolovoza 1921. godine. Atentator, komunist Alija Alijagić, osuđen je na smrt i pogubljen. Odredbe Obznane pretvorene su sada u trajni zakon i još pooštrene.
Ove mjere državnog terora bile su uspješne i do tada uspješna i masovna stranka je gotovo uništena. Pred izbore 1923. godine manje skupine onih koji su nastavili djelovanje organizirali su se pod imenom Nezavisna radnička partija, ali njihove su kandidature gotovo svuda bile onemogućene, a istaknuti kandidati nigdje nisu dobili dovoljan broj glasova za ulazak u parlament. Sljedeće je godine i NRP zabranjena po Zakonu o zaštiti države.
Opća enciklopedija JLZ, u doba kada su komunisti na vlasti, prikazuje to ovako: 
 Ideološkim riječnikom iskazana je činjenica: većina članova razočarala se i pasivizirala, a manji broj tvrdokornih, među kojima je bio i Josip Broz, odlučili su se za nastavak rada u ilegali.

## Primjena Zakona o zaštiti države protiv HRSS
Krajem 1924. godine, Zakon o zaštiti države bio je primijenjen i na Hrvatsku republikansku seljačku stranku, zbog toga što je Stjepan Radić prigodom posjete Moskvi upisao stranku u Seljačku internacionalu koju su organizirali boljševici. Radić početkom 1925. godine biva uhićen i nakon dva mjeseca u zatvoru pravi drastičan zaokret u politici stranke: pristaje na odricanje od republikanizma (27. ožujka stranka mijenja ime u Hrvatska seljačka stranka, HSS), priznaje monarhiju i Vidovdanski ustav. Tako je stranka ponovo legalizirana, a Radić je sredinom studenoga 1925. godine postao članom Vlade Nikole Pašića kao ministar prosvjete.

## Vanjske poveznice
- Tekst Obznane (srp.)